# 吉壽
吉壽（？—？），滿洲人，清朝官員。舉人出身。

## 生平
曾任霞浦县、闽县知县，於1799年（嘉慶4年）奉旨接替遇昌，於台灣地區擔任台灣府知府。